# التشيع العلوي والتشيع الصفوي
كتاب التشيع العلوي والتشيع الصفوي ، مؤلف الكتاب هو الدكتور علي شريعتي.ترجمه إلى العربية حيدر مجيد. قدم له الدكتور إبراهيم دسوقي شتا، صححه لغويا نوال سعادة النيحاوي. صدر عن دار الأمير للثقافة والفنون، بطبعته الأولى سنة (14322هـ - 2002 ميلادية). والطبعة الثانية في سنة (1428هـ - 2007 ميلادية). بترقيم دولي (ISBN 978-9953-949-050-0). عدد صفحات الكتاب (336) صفحة.
طرح المؤلف وجهة نظره في ما يسميه التشيع الصفوي ووصفه بالآتي "كان على الحركة الصفوية ورجال الدين المرتبطين بها أن يعملوا كل ما من شأنه التوفيق بين القومية الإيرانية والدين الإسلامي، ولتبدو الوطنية والقومية الإيرانية بوشاح ديني أخضر، وفي هذا الصدد أعلن بين عشية وضحاها أن الصفويين – أحفاد الشيخ صفيّ – هم (سادةٌ) من حيث النسب أي أحفاد للنبي محمد!
وتحول المذهب الصوفي فجأة إلى مذهب شيعي، وصار الفقيه والمحدث بدائل عن المرشد والبديل، وتلبس الصفويون بلباس ولاية علي ونيابة الإمام والانتقام من أعداء أهل البيت.. وفي ظل كل هذه المحاولات كان الهدف الأصلي هو إضفاء طابع مذهبي على الحالة القومية، وبعث القومية لإيرانية وإحياؤها تحت ستار الموالاة والتشيع.
في ضوء ذلك يمكن أن نفهم سر تركيز أجهزة الدعاية الصفوية على نقاط الإثارة والاختلاف إلى نقاط خلاف أو يفرغها عن قدرتها على أن تكون أرضية صلبة لموقف مشترك بين الفريقين.. وكنتيجة لهذا الفصل المذهبي حصل فصل اجتماعي وثقافي تبعه فصل على الصعيدين القومي والسياسي وبشكل بارز جداً.
لقد حرصت الحركة الصفوية على تعطيل أو تبديل الكثير من الشعائر والسنن والطقوس الدينية وإهمال العديد من المظاهر الإسلامية المشتركة بين المسلمين." 

غلاف كتاب التشيع العلوي والتشيع الصفوي

## رؤية الكاتب للفرق بين التشيع العلوي والتشيع الصفوي
لخص المؤلف رؤيته للفرق في الأسس الاعتقادية بين التشيع العلوي والتشيع الصفوي في ثلاث عشرة نقطة، هي:
1- العترة:
الإسلام – لدى التشيع يقوم على دعامتين رئيسيتين: القرآن والعترة، وذلك طبقاً للحديث المروي عن النبي ” إني تارك فيكم الثقلين كتاب الله وعترتي أهل بيتي” وكما هو واضح فإن التشيع العلوي آمن بالعترة من خلال إيمانه بالسنة، إن أصل (العترة) ليس في مقابل السنة ولا في مقابل القرآن، بل ولا في مرتبتهما وإنما هي طريق مباشر ومأمون للوصول إلى القرآن والسنة.
أما التشيع الصفوي فالعترة عنده هي عبارة عن أسرة، وهي وسيلة لتعطيل العمل بالقرآن وسيرة النبي وتشويه الوجهة الحقيقية للرسالة ولمبادئها الأولى كالتوحيد، وبالمقابل إرساء قيم مبتدعة تقوم على أساس العنصر والدم والوراثة!
2- العصمة:
هي الأصل الثاني من أصول التشيع العلوي، وهي هنا بمعنى أن قائد الأمة ومن
بيده أمور الناس والمجتمع ويتحمل أعباءهم الدينية يجب أن يكون بعيداً كل
البعد عن الفساد والخيانة والضعف والخوف والمداهنة على الحق.
أما في التشيع الصفوي، فإن العصمة كانت عبارة عن حالة فسلجية وبيولوجية وباراسيكولوجية خاصة لدى الأئمة تمنعهم من ارتكاب الذنوب والمعاصي.
3- الوصاية:
إن الوصاية بحسب التشيع العلوي وما نفهمه نحن ليست بتنصيب ولا انتخاب ولا
ترشيح بل هي بمعنى قيام النبي – من منطلق موقعه القيادي للمجتمع – بتحديد
أفضل الأشخاص وأكثرهم جدارة بتحمل عبء مواصلة المسيرة وحمل الرسالة التي جاء بها، لكي تتخذه الأمة قائداً لها وتنقاد لأوامره وتوجيهاته.
في التشيع الصفوي حيث تكون (الوصاية) عبارة عن نظام وراثي وسلالات حكم تنتقل القيادة فيها من الأب إلى الابن ومن الأخ لأخيه ومن جيل إلى جيل يليه، وعلى ضوء هذا الفهم الخاطئ للوصاية، يقال أن الإمام الأول صار إماماً أول لأنه ابن عم النبي وصهره وأول السلسلة، أما الإمام الثاني فصار إماماً ثانياً
لأنه ابن للإمام الأول والإمام الثالث صار إماماً لأنه أخ الإمام الثاني ومن ثم استمرت الإمامة نسلاً بعد نسل.
4- الولاية:
وهي في التشيع العلوي بمعنى التزام الناس بحكومة علي بكل أبعادها وضوابطها والتبعية له والاقتداء به وقبوله كأسوة حسنة، والتسليم المطلق لحكومته ونظامه هو فقط لا غير!
أما الولاية عند التشيع الصفوي فهي بمعنى ولاية (مولائية) نجم عنها بالتالي عناصر دخيلة مثل الإسماعيلية والعلي اللهية والباطنية والحلولية والصوفية والهندية.
وهي في قاموس التشيع العلوي عبارة عن الاعتقاد بنظام ثوري قادر على بناء مجتمع ينهض بواجبات نظام دولي مؤهل للوقوف بوجه الأنظمة القائمة، وأمة تحمل رسالة سامية بحجم الرسالة التي تطرقت لها لدى الحديث عن الوصاية، ومصاديقها
الخاصة بعد النبي هم الأئمة الذين يتحلون بمقامات ذاتية تؤهلهم لتقلد وسام القيادة للمجتمع وتلبية مستلزمات هذه المهمة.
5- الإمامة:
ولكن التشيع الصفوي ينظر إلى الاعتقاد بالأئمة من زاوية أخرى يكون فيها الاعتقاد بهم ليس سوى اعتقاد بـ (12) شخصية من جنس ما وراء الطبيعة واثني عشر رقماً واسماً مقدساً يجب علينا أن نحب أصحابها ونثني عليهم ونتقرب إليهم دون السعي إلى الالتزام بالتبعية والاقتداء بهم.
6- العدل:
وهو هنا بمعنى الإيمان بأن الله عادل، وهو في التشيع العلوي بمعنى أن كل موبقة سيكون وراءها حساب شديد كما أن كل منقبة ستكون سبباً للفوز بالثواب
الجزيل.
أما في التشيع الصفوي، فالعدل معناه أن الله ليس بظالم، وأن يزيد سيذهب بعد الموت إلى جهنم، بينما الحسين يذهب إلى الجنة وليس ثمة علاقة لذلك بحياتنا الدنيوية وأوضاعنا الراهنة بل هو مجرد بحث علمي من شأن الفلاسفة الإلهيين ولا علاقة له بالناس!
7- التقية:
إن التقية حسب التصور العلوي هي عامل وحدة وانسجام مع الأخ وكفاح للعدو، بينما هي في التصور الصفوي مبرر لشل إرادة الرفض والنضال أمام العدو وفي نفس الوقت هي سبب فاعل في إثارة النعرات الطائفية والفرقة والاختلاف بين الأخوة!
التقية، في التشيع العلوي، عبارة عن تكتيك عملي يخضع لضوابط وظروف معينة يقدرها القائد، ولذا قد تجب التقية وقد تحرم، بينما التقية في المنظار الصفوي هي جزء من عقائد الشيعة الثابتة والملازمة لشخصية الشيعي في كل الأحوال!
8- السنة ونبذ البدعة:
وفي المفهوم الصحيح للسنة فإن التشيع العلوي يعد أكثر المذاهب والفرق الإسلامية تسنناً! بمعنى أنه أقرب المذاهب وأضبطها في الاعتقاد بالسنة النبوية والالتزام بها عملياً.
بيد أن التشيع الصفوي يرى أن (كتاب الله وعترتي) هي بديل عن (كتاب الله وسنتي) ولا يمكن أن يجتمعا معاً.
9- الغيبة:
فلسفة الغيبة في التاريخ الشيعي والمقطع الزماني الذي حصلت فيه. الغيبة لها فلسفة دقيقة وأبعادها الاجتماعية والسياسية أكبر وأهم بكثير من الجانب الميتافيزيقي فيها.
في التشيع الصفوي يحمل الانتظار مفهوماً سلبياً ويعبر به عن منهج التسليم والتحمل والصبر والسكوت، وفي يكون الإمام المعصوم غائباً مما يعني ضرورة تعطيل الإسلام ببعده الاجتماعي وعدم إعادته إلى مسرح الحياة إلا بعودة الإمام وظهوره من جديد.
10- الشفاعة:
عند العلويين تعتبر عنصراً فاعلاً وبناءً في تحقيق التكامل المعنوي والتربوي والثقافي، أما الصفويين فهي طريق لنجاة غير المستحق! .
11- الاجتهاد:
وحقيقة الاجتهاد تكمن في أن القوانين والمقررات العامة للشريعة وأحكام الفقه المدونة قد لا تستوعب جميع الحالات الاجتماعية بالتفصيل نظراً لتعدد خصوصيات الزمان والمكان وتبدلها وتبدل النظر الاجتماعية التي تنبثق عنها، ما يجعل الحاجة ملحة لفتح باب الاجتهاد المتحرك لكي يلبي المجتهد عبر ذلك المتطلبات
المستجدة أو بتعبير الرواية (الحوادث الواقعة)، ويتاح هذا العمل للمجتهد المحقق المتفتح في عقله وتفكيره فيعكف على استنباط الأحكام على حسب القواعد العامة ومع الأخذ بعين الاعتبار روح الشريعة السمحاء وأهدافها وخصالها الكلية من العدل والمساواة وذلك استناداً إلى الأصول الأربعة متمثلة بالكتاب والسنة والعقل والإجماع.
في التشيع الصفوي ليس أكثر من ادعاء ضخم ولقب عظيم فارغ من المحتوى، وهو مجرد منصب رسمي ديني للمجتهد أشبه ما يكون بالبطريرك أو الأسقف أو الكاردينال، خلافاً للمجتهد عند التشيع العلوي.
12- الدعاء:
الدعاء في التشيع العلوي هو دعاء النبي ودعاء القرآن ودعاء علي ومظهر تجليه في دعاء الإمام زين العابدين، والدعاء بهذا المعنى هو وسيلة لتلقين النفس على أن تظل طامحة دائماً إلى الأهداف والطموحات الإنسانية السامية.
أما الدعاء الصفوي فهو وسيلة لتغليف مواطن الضعف والنقص والمذلة وفي إطار أناني ضيق ووضيع.
13- التقليد:
في التشيع العلوي، يكون العالم الباحث حراً في اجتهاده، وعلى العامي أن يقلده، وهذه منظومة اجتماعية علمية جديرة بالتقدير، بينما التقليد في التشيع الصفوي يعني أن يكون الناس جميعاً صماً بكماً عمياً بإزاء من يرتدي اللباس الرسمي المعترف به من قبل أجهزة السلطة، ولا يجوز لغيره ولوج هذا الباب ليس في المجالات الفقهية الفنية وحسب بل حتى في مضمار فهم واستنباط
القضايا الاعتقادية التي يفترض أن كل إنسان يكون مطالباً بنفسه بالاجتهاد فيها.
وأخيراً، حاول شريعتي اطلاع أبناء الجيل الجديد ممن لديهم وعي واحساس بالمسئولية على حقيقة المصائب التي ألحقت بنا وبديننا ومجتمعنا، لإشعارهم بحجم المسئولية التي يتعّين عليهم النهوض بأعبائها وأن وراءهم طريقاً طويلاً
يحتاج إلى همة عالية وبذل المزيد من الجهود والتضحيات.

## رؤية الكاتب في العلاقة بين التشيع الصفوي والتسنن الأموي
التسنن الأموي: الذي يستغل عنوان المذهب السني لتمرير المخططات الرامية لفرض الهيمنة على مقدرات الشعوب، وتبرير أعمال السلاطين، والتبرع بالأحكام والفتاوى الجاهزة، لتتناغم مع التوجه الرسمي للحكومات، ف«التشيع الصفوي» وقرينه «التسنن الأموي» كلاهما مذهب اختلاف وشقاق، والحقد والضغينة هي من خصائصهما، لأن كليهما يمثلان الإسلام الرسمي، وكلاهما دين حكومي، الأول لتبرير الحكم الصفوي والثاني لتبرير الوجود الأموي في موقع الخلافة، «كل رموز التشيع الموجود في إيران وشعائره، رموز مسيحية ومظاهر مسيحية، أدخلها الصفويون على يد طلائع الغزو الفكري الغربي، لكي يفصلوا إيران تماما عن الإسلام السني، الذي كان مذهب الدولة العثمانية عدوتها التقليدية، كما أن الصفويين قد ارتكبوا ذلك الخطأ الفادح بالتحالف مع الأوروبيين ضد العثمانيين مما أودى بإيران وبالدولة العثمانية معاً»، وينهي بقوله: «ولو خرجت كل المظاهر الدخيلة على التشيع فلن يبقى هناك أي خلاف يذكر بين مذاهب الإسلام»
يرى شريعتي «أن الحرب الدائرة هذه الأيام بين المسلمين ليست حرباً بين التشيع العلوي والتسنن المحمدي، وأنما هي حرب بين التشيع الصفوي والتسنن الأموي وهي أنعكاس مباشر للحروب التي دارت بين الصفويين والعثمانيين على مدى قرون وأستخدمت فيها العواطف الدينية من قبل الدولتين لأغراض سياسية تخدم أهدافهما ومطامعهما التوسيعة والقومية.» 

## محتويات الكتاب
- كلمة الناشر
- مقدمة الطبعة الفارسية
- أشارة
- مقدمة المترجم
- تمهيد

## التشيع العلوي والتشيع الصفوي
- المقدمة
- مذهب (الخاكشيرية)!
- الحركة والنظام
- الامبراطورية العثمانية والغرب
- لحظة الهجوم الغادر!
- مثال لمنطق التشيع الصفوي!
- النص الكامل لبيان «التعريض بالإرشاد»
- نص البيان
- نص الهامش الثالث للسيد العسكري
- منطق العالم الشيعي
- الشيخ شرف الدين الموسوي (لبنان)
- الشيخ كاشف الغطاء (العراق)
- الشيخ محمد جواد مغنية (لبنان)
- آية الله الشيخ محمد صالح الحائري المازندراني (إيران)
- الشيخ محمد تقي القمّي السكرتير العام لدار التقريب
- مونتاج «الدين-القومية»
- عروس المدائن في المدينة
- باختصار
- المذهب: الحركة (الشيعية الشعوبية)
- التشيع إذا كان علويا!
- الاعجاز الصفوي_الجمع بين الضدين!
- الحيلة الشرعية = خدعة على الله!
- السحر الأسود

إلغاء التشيع بواسطة التشيع!

## الإمام في السماء مع الله
- تنويه
- تفسير قرآني
- أفضلية الأئمة على أنبياء أولي عزم
- توضيح
- تفسير قرآني
- خلق الأئمة
- استنتاج صاحب (جواهر الولاية) من الحديث أعلاه
- النتيجة النهائية

## الإمام في الأرض مع الخليفة
- الإمام زين العابدين مع عبد الملك
- الإمام عبد ليزيد
- مقدمة كتاب (زاد المعاد)
- نصرانية الغرب والتشيع الصفويين: الإفرنجي في كربلاء!
- ظاهرة الاغتراب لدى الشيعة
- الخوف من المساجد
- التقليد والعزاء
- حرف المسار الشيعي
- تحول نوعي آخر
- التشيع الصفوي قبل الدولة الصفوية
- الأسس الاعتقادية للمذهبين!

- العترة
- العصمة
- الوصاية
- الولاية
- الإمامة
- العدل
- التقية
- السنة ونبذ البدعة
- الغيبة
- الشفاعة
- الاجتهاد
- الدعاء
- التقليد

- موسم الحج

## الملاحق
- فهرس الآيات القرآنية
- فهرس الأعلام
- فهرس أسماء الفرق والأقوام والطوائف
- فهرس الكتب والمصادر
- فهرس الموضوعات